# Zāpūn
Zāpūn (persiska: زاپُن, Zāpon, زاپون) är en ort i Iran.   Den ligger i provinsen Hamadan, i den nordvästra delen av landet, 300 km väster om huvudstaden Teheran. Zāpūn ligger 1 680 meter över havet och antalet invånare är 220.
Terrängen runt Zāpūn är huvudsakligen kuperad, men åt sydväst är den platt. Runt Zāpūn är det ganska tätbefolkat, med 124 invånare per kvadratkilometer. Närmaste större samhälle är Kahrīz-e Salīm, 6,6 km söder om Zāpūn. Trakten runt Zāpūn består i huvudsak av gräsmarker.